# Ad referendum
Ad referendum is een Latijnse term die letterlijk "onderwerp van verwijzing" betekent.
In de diplomatie wordt een verdrag soms ad referendum ondertekend, omdat de vertegenwoordigers van de betrokken staten onzeker zijn over de vraag of ondertekening hun bevoegdheid niet te buiten gaat. De ondertekening moet dan later bevestigd worden door de betrokken staten.
Ook buiten de diplomatie kunnen afspraken ad referendum worden gesloten, als de vertegenwoordigers van de betrokken partijen niet zeker weten of hun superieuren akkoord gaan.

## Noot
1. ↑  Verdrag van Wenen inzake het verdragenrecht (1969), artikel 12.2, alinea B.